# Upton (Northamptonshire)
Upton ist eine Gemeinde in der englischen Grafschaft Northamptonshire, wenige Kilometer westlich von Northampton gelegen.

## Geschichte

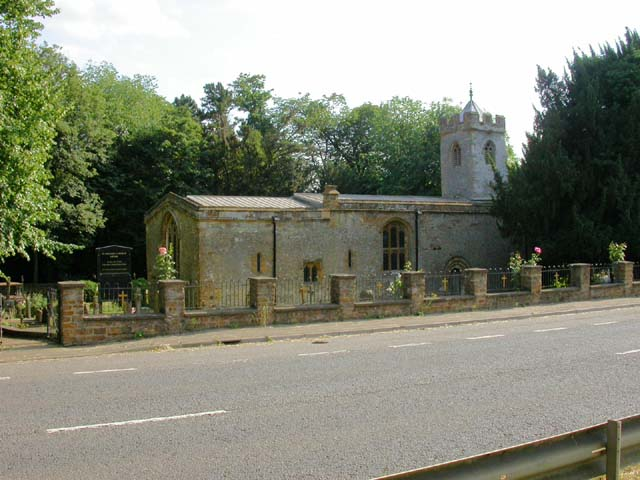
St. Michael’s Church

Schon in der Steinzeit scheint das Gebiet von Upton besiedelt gewesen zu sein, aber auch aus der römischen Zeit sind viele Fundstücke erhalten, die auf eine Besiedelung hinweisen. Das Dorf Upton findet seine erste urkundliche Erwähnung im Domesday Book aus dem Jahr 1086, es scheint sich damals um einen recht wohlhabenden Ort gehandelt zu haben. 1189 wurde ein Robert Fitzewin neuer Besitzer von Hofgut und Dorf, über weibliche Nachfahren gelangte der Besitz an die Familie Chauncey, Anfang des 15. Jahrhunderts dann schließlich in den Besitz der Familie Knightley. Noch 1477 umfasste das Dorf 24 Häuser, doch recht bald schon wurden die Pächter vertrieben und das Dorf weitgehend dem Erdboden gleichgemacht, stattdessen wurde das Land für die Schafzucht verwendet. Anfang des 16. Jahrhunderts wurde wohl durch Richard Knightley, der mit einer Jane Spencer von Althorp verheiratet war, das heute noch vorhandene Herrenhaus in seinem Grundbestand neu erbaut. Da die Familie Knightley in finanzielle Schwierigkeiten geriet, wurde der Besitz schließlich im Jahr 1600 an William Samwell verkauft, dessen Tochter Jane die Mutter von James Harrington war, welcher im Jahr 1611 auf Upton geboren wurde. Upton blieb bis 1831 im Besitz der Familie Samwell, und in dieser Zeit wurde das Herrenhaus mehrfach erweitert und umgebaut, bis es schließlich seine heutige Gestalt hatte. In der Folge wechselten mehrfach die Besitzer, bis schließlich 1947 im Haus eine Schule untergebracht wurde, die „Upton Hall School“, heute „Quinton House School“.
Neben dem Herrenhaus und einigen Nebengebäuden findet sich aus alter Zeit noch eine dem Heiligen Michael gewidmete Kirche. Sie entstammt wohl dem 12. Jahrhundert und war ursprünglich eine Filialkirche von St. Peter in Northampton. In der Kirche befindet sich das Grabmal von Richard Knightley und seiner Frau Jane, geb. Spencer, sowie verschiedene Gedenktafeln für Mitglieder der Familie Samwell und James Harrington.
Seit Mitte der 1990er Jahre wurde im Bereich von Upton ein großes Neubaugebiet eingerichtet, so dass die Bevölkerungszahlen drastisch gestiegen sind (2004: 590 Einwohner). Upton hat daher mittlerweile den Status einer Civil parish erhalten.

## Persönlichkeiten

### Söhne und Töchter der Gemeinde
- James Harrington (1611–1677), Philosoph
- Alice Greene (1879–1956), Tennisspielerin